# 中幡ヶ谷道

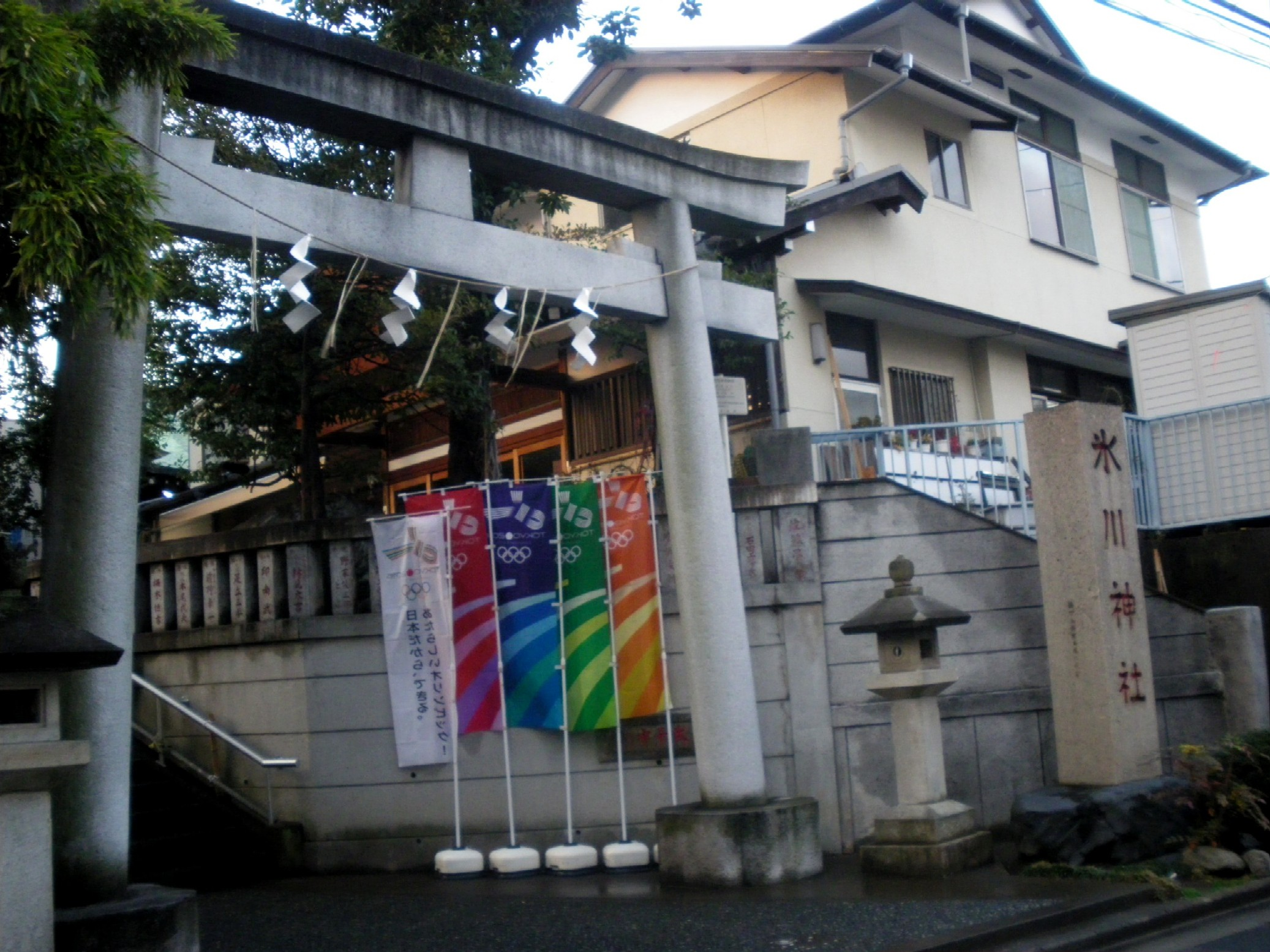
起点の幡ヶ谷氷川神社

中幡ヶ谷道（なかはたがやみち）は、東京都渋谷区にある道。
幡ヶ谷氷川神社の南参道付近から始まり、本町五丁目・幡ヶ谷三丁目を東西方向に貫き笹塚三丁目に至る。おおむね幡ヶ谷氷川神社 - 幡ヶ谷三丁目北交差点 - 笹塚三丁目交差点 - 富士見丘高校裏交差点までが該当する。

## 概要
幡ヶ谷氷川神社の南参道付近から西側に伸びる道である。
始点の幡ヶ谷氷川神社付近で、大久保・柏木(現在の北新宿)方面から大宮八幡宮を経由して国分寺・府中方面に向かう「国分寺街道」と交差しており、本道は国分寺街道の支線である。
現在この道は何の変哲もない生活道路となっているが、幡ヶ谷地域の歴史に深くかかわる道である。

### 歴史
幡ヶ谷の始まりは氏神であった幡ヶ谷氷川神社にあると考えられているが、そこから西側に伸びる中幡ヶ谷道はごく初期からある道であり、この道周辺に集落が形成されたのが幡ヶ谷村の始まりだという。幡ヶ谷村の範囲が定まった後も、この道は村を東西に結ぶ重要な役割を担ったと考えられる。
かつてこの道の南側に並行するように和泉川 (東京都)が流れており、周辺は中幡ヶ谷田圃と呼ばれる水田地帯となっていた。この道はかつての水田地帯と高台の境界をなしており、この道の南側は低地、北側は高台となっている。
また、かつてこの道の沿道、現在の幡ヶ谷三丁目付近に日本鑢製作所と呼ばれる鑢工場があった。この鑢工場は第二次世界大戦で被害をうけたのち操業を停止し、現在では都営住宅（幡ヶ谷三丁目アパート）となっている。

## 名前の由来
かつてこの沿道一帯が「中幡ヶ谷」と呼ばれていたことからこの名前がついたと考えられる。現在でも中幡小学校にその名前を残す。なお、中幡ヶ谷は幾度かの町名地番改正・住居表示を経て現在では幡ヶ谷三丁目・笹塚三丁目（一部）となっている。

## 交通
ハチ公バスがこの道の一部をルートとしている。

## 周辺
- 幡ヶ谷氷川神社